# 長須与佳
長須 与佳（ながす ともか、1978年12月22日 - ）は、日本の琴古流尺八・薩摩琵琶奏者。茨城県那珂市ふるさと大使。
女性尺八奏者としては初のメジャーデビュー(avex)を果たす。

## 経歴

### 尺八・琵琶との出会い
茨城県那珂市、長須家に出生。小学4年生より琴古流尺八と薩摩琵琶を始める。琴古流の竹号は佳盟（けいめい）。

### 東京藝術大学進学後
琴古流尺八を人間国宝である山口五郎、松山龍盟に、薩摩琵琶を坂田美子に師事。東京藝術大学音楽学部邦楽科尺八専攻卒業。NHK邦楽技能者育成会45期修了。
第9回長谷検校記念全国邦楽コンクール　最優秀賞・文部科学大臣奨励賞受賞。
茨城県より全国・国際競技等優勝者等表彰を受賞。
茨城県新人演奏会　奨励賞受賞。

### ソロ活動
2001年
4月、茨城県新人演奏会に出演「奨励賞」を受賞(尺八)。
5月・7月、石川さゆり特別公演「千年の恋」に琵琶師として出演。
2002年
ソロコンサートの開催を開始。
2003年
8月10日、 初アルバム『Motori・Kana』リリース。
「リュートフェスティバル」(ドイツ)に、日本代表として参加。
JOHN ZORN'S COBRA 東京作戦 2003 ～巻上公一部隊～に参加。
「ジョン・レノン音楽祭 2004 Dream Power ジョン・レノン スーパー・ライヴ」に出演。
2004年
2月、茨城県より全国・国際競技等優勝者等表彰を受賞。
4月21日、2ndアルバム『流響／長須与佳　尺八、琵琶の世界』リリース。
2006年
MIDEM「Japan Night」(音楽出版社協会主催)（フランス・カンヌ）に参加。
2008年
茨城県那珂市『ふるさと大使』に任命される。
『日伯伝統音楽の夕べ』～日伯交流年・日本人移住百周年オープニングイベント～ 津軽三味線奏者・上妻宏光氏と共演（ブラジル／サンパウロ）。
東海テレビ新ドラマ『花衣夢衣』の音楽を、コーニッシュと共に担当。
2009年
1月1日、3rdアルバム『めぐる郷、めぐる君』リリース。
「日メコン交流年2009」タイ・ベトナム公演に参加。
2012年
10月27日、4thミニアルバム『若葉色に吹かれて』リリース。

### Rin'のメンバーTomocaとして
2004年4月7日、和楽器ユニットRin'のメンバーTomoca（Vo.、尺八、琵琶）としてシングル「幸魂〜Sakitama〜」でavexより女性尺八奏者としては初のメジャーデビューを果たす
2005年、第19回日本ゴールドディスク大賞「ニュー・アーティスト・オブ・ザ・イヤー」受賞
同年、Rin' 中米ツアー「メキシコ・セルバンティーノ芸術祭」に参加。
2006年、アルバム「Inland Sea」で北米デビュー。
2007年、跨越時空-凛 Rin' CHINA TOUR 2007 開催。 (中国／北京・上海・西安)
2009年2月13日、自身のブログで「お知らせ」として「（前略）どうか、これからもRin’の音楽を聴いてください。そこには、目で耳で肌で感じてくださった私たちがいます。これから世代が変わっていったとしても、私たちの音楽は様々な所で響いていってほしい。そう心から願っています。これから、新たな一歩を踏み出します。焦らずに、自分のペースで。ありがとう。ありがとう。」と、Rin'の解散を発表した。
2019年3月8日、Rin’の再結成を発表した。

## 受賞歴
- 第9回長谷検校記念くまもと全国邦楽コンクール 最優秀賞・文部科学大臣奨励賞[4]
- 第28回茨城県新人演奏会奨励賞[5]
- 全国・国際競技等優勝者等表彰
- 第19回日本ゴールドディスク大賞「ニュー・アーティスト・オブ・ザ・イヤー」

## 作品

### ソロ作品

#### 1stアルバム『Motori・Kana』
1. Himawari
2. 帰路〜みち〜
3. モトリ・カーナ 長須与佳〈尺八・薩摩琵琶〉、加藤武雄〈Programming・Key〉

#### 2ndアルバム『流響／長須与佳　尺八、琵琶の世界』
1. 萌風 (きざしかぜ） （2分40秒） 作曲：長須与佳、演奏：長須与佳（尺八、琵琶）
2. 砂山 （3分59秒） 作曲:山田耕筰、編曲：肥後一郎、演奏：長須与佳（尺八）
3. 正調刈干切唄 （4分48秒） 作曲：宮崎県民謡、編曲：肥後一郎、演奏：長須与佳’（尺八）
4. 鹿の遠音 （10分15秒） 作曲：古典、演奏：長須与佳（尺八）、松山龍盟（尺八）
5. 扇の的 （14分19秒） 作詞・作曲：田中濤外、演奏：長須与佳（歌・琵琶）
6. 白虎隊 （13分31秒） 作詞・作曲：不詳、演奏：長須与佳（歌・琵琶）

#### 3rdアルバム『めぐる郷、めぐる君』
1. ある午後のひと時 作曲：長須与佳、編曲：村田昭
2. めぐる郷、めぐる君 作詞・作曲：長須与佳、編曲：村田昭
3. 月影の舞 作曲：長須与佳、編曲：中井智弥
4. ひまわり 作曲：長須与佳、編曲：村田昭
5. モトリ・カーナ 作曲・編曲：長須与佳
6. 帰路～みち～ 作曲：長須与佳、編曲：浦清英

#### 4thミニアルバム『若葉色に吹かれて』
1. 風、薫る 作曲：長須与佳、編曲：石田順三
2. 芽生え 作曲：長須与佳
3. 若葉色に吹かれて 作曲：長須与佳、編曲：隆勇人・石田順三

### Rin'のTomocaとしての作品

#### 《シングル》

##### Sakitama～幸魂～
（2004年4月7日）
＜CD収録曲＞
1. Sakitama〜幸魂〜 ブルボン「チーズおかき」CMソング
2. 時空（Instrumental）
3. Sakitama〜幸魂〜（Instrumental）

　＜DVD収録曲>
1. Sakitama〜幸魂〜

##### 八千代ノ風
（2004年6月30日）オリコン164位
1. 八千代ノ風 [5:04] (テレビ朝日系「おみやさん」テーマ)   作詞：Rin'／作曲：Kazuhito／編曲：Rin'・Akira Mura
2. Release [3:27] 作詞：Rin'／作曲：YUKIYOSHI／編曲：YUKIYOSHI
3. 八千代ノ風(Instrumental) [5:05]
4. Release(Instrumental) [3:26]

##### サクラ サクラ
（2005年4月20日）オリコン173位
1. サクラ サクラ  (テレビ朝日「セレクションX」エンディングテーマ)   作詞：川原京／作曲・編曲：YUKIYOSHI
2. サクラ サクラ (Instrumental with 尺八・三味線)

##### 夢花火
（2005年8月31日）オリコン119位
1. 夢花火 -Rin' Three pieces- [2:52] 作曲：荒木佑介／編曲：十川知司／編曲：Rin'
2. 夢花火  [5:42] (フジテレビ系「奇跡体験!アンビリバボー」エンディングテーマ)

 作詞：Rin'／作曲：荒木佑介／編曲：十川知司
1. Flashback -Rin'Version- [4:25]
2. 夢花火 -Instrumental- [5:40]

#### 《アルバム》

##### 時空
（2004年5月12日）オリコン27位
1. 時空 [3:28]  作曲：YUKIYOSHI、編曲：Rin'
2. Sakitama～幸魂～ [3:56] 作詞：Rin'、作曲：YUKIYOSHI、編曲：Rin'・YUKIYOSHI・村田昭
3. 八千代ノ風 [5:03] 作詞：Rin'、作曲：Kazuhiro Kikuchi、編曲：Rin'・村田昭
4. 普遍 [3:45]（アニメ『SAMURAI 7』BS放送版エンディングテーマ） 作詞：Rin'、作曲：YUKIYOSHI、編曲：Rin'・YUKIYOSHI
5. 雅 [3:30] 作曲：YUKIYOSHI、編曲：Rin'・YUKIYOSHI
6. weakness [4:14] 作詞：Rin'、作曲：YUKIYOSHI、編曲：Rin'・YUKIYOSHI
7. 道心 [3:11] 作詞：Rin'、作曲：YUKIYOSHI、編曲：Rin'・YUKIYOSHI
8. Smile on-English ver.- [4:13] 作詞：Rin'、作曲：YUKIYOSHI、編曲：Rin'
9. Will [4:09]　 作曲：YUKIYOSHI、編曲：Rin'・YUKIYOSHI
10. サイの神 [4:45] (伊豆市テーマソング)[1]（パチンコ「CR大駒駒倶楽部@スザンヌ」使用楽曲） 作詞：Rin'、作曲：YUKIYOSHI、編曲：Rin'・YUKIYOSHI
11. Eternal [4:17] 作曲：YUKIYOSHI、編曲：Rin'・YUKIYOSHI

##### 飛鳥
（2004年9月29日）オリコン99位
1. 飛鳥 [4:54]  作詞：Rin'／作曲・編曲：YUKIYOSHI
2. 美貌の國 [4:10] （パチンコ「CR 天空歌舞伎」 「CR大駒駒倶楽部@スザンヌ」使用楽曲） 作詞：売野雅勇／作曲：菊池一仁／編曲：村田昭
3. THE GRACE [4:33]  作詞：Rin'／作曲・編曲：井上鑑
4. 仮面 [3:52] 作詞：Rin'／作曲・編曲：YUKIYOSHI
5. 紅 [4:13] 作詞：松井五郎／作曲：葉山拓亮／編曲：Jun  Nakamura
6. innocence [3:19] 作詞：Rin'／作曲・編曲：Jin Nakamura
7. 胡蝶之夢 [4:29] （パチンコ「CR大駒駒倶楽部@スザンヌ」使用楽曲） 作詞：Rin'／作曲：石田匠／編曲：村田昭
8. Nomado [5:57] 作詞：Rin'／作曲・編曲：井上鑑
9. 鏡月 [4:35] 作詞：森由里子／作曲・編曲：Jin Nakamura
10. 天華 [4:08] 作詞：Rin'／作曲・編曲：YUKIYOSHI
11. 花吹雪 [3:48] 作詞・作曲・編曲：Rin'
12. 明日香川 [4:32] 作詞：Rin'／作曲：佐々木収／編曲：村田昭
13. 沙羅双樹 [3:36] 作詞：Rin'／作曲・編曲：YUKIYOSHI
14. Hanging in there [4:07] 作詞：Rin'／作曲・編曲：YUKIYOSHI

##### ～Rin' Christmas Cover Songs～聖夜
（2004年11月14日）オリコン175位
1. Happy Xmas(War Is Over) [3:35] 作詞・作曲：ジョン・レノン・オノ・ヨーコ／編曲：Akira Murata
2. Last Christmas [4:16] 作詞・作曲：ジョージ・マイケル／編曲：YUKIYOSHI
3. Rin'Xmas Medley～Silent Night～赤鼻のトナカイ～I Saw Mommy Kissing Santa Claus～Jingle Bells～We Wish You A Merry Christmas [5:33] 作曲：Franz Gruber・JOHNNY MARKS・Tommie Corner・James Pierpont／編曲：YUKIYOSHI
4. 交響曲 第九番 [3:14] 作曲：ベートーヴェン／編曲：Jin Nakamura
5. クリスマス・イブ [3:35] 作曲：山下達郎／編曲：Akira Murata
6. Merry Christmas Mr.Lawrence [4:34] 作曲：坂本龍一／編曲：Jin Nakamura
7. White Christmas [0:52] 作曲：Iryving Berlin／編曲：YUKIYOSHI
8. In My Life [3:10] 作詞・作曲：ジョン・レノン・ポール・マッカートニー／編曲：大竹徹夫

##### 宴歌（うたげうた）/さくら さくら
（2005年3月30日）ライブアルバム
【Disc-1 "Live-Side"】
1. -アバンタイトル-
2. 時空
3. 八千代ノ風
4. 紅
5. サイの神
6. 美貌の國
7. 普遍
8. 花吹雪
9. 沙羅双樹
10. .Sakitama〜幸魂〜
11. Eternal
12. 雅
13. 天華
14. 飛鳥
15. Will

【Disc-2 "Single-Side"】
1. さくら さくら
2. 残花
3. さくら さくら（Instrumental)

##### Inland Sea
（2006年8月30日）オリコン108位
1. New Day Rising [4:16] (Vo.LEIGH NASH)
2. Solemn [5:16]
3. What the Rain Said [2:42]
4. Never Knew What Love Meant [3:51] (Vo.LEIGH NASH)
5. Moss Garden [2:55]
6. Anti Hero(featuring Lisa Loeb) [3:53]
7. Inland Sea [4:30]
8. Sea of Tranquility [2:24] (Vo.LEIGH NASH)
9. uperflat(Part II) [2:51]
10. Past Imperfect [1:59]
11. AA170 [5:02]
12. 虹結び [3:17]（国内盤のみボーナストラック）（アニメ『SAMURAI 7』地上波放送版エンディングテーマ）

##### 源氏ノスタルジー
（2007年12月5日）オリコン267位
1. 紫のゆかり、ふたたび [4:38]
2. GENJI [4:38]
3. 千年の虹 [4:27]（歌：alan）
4. 乱華 [4:15]
5. 名もなき花 [4:27]
6. 浅キ夢見シ [5:56]（芸能人格付けチェック挿入曲）

#### 《DVD》

##### 歌宴～Rin' First Live Tour 2004 "時空"～
（2004年11月17日）

#### 《その他》
1. Rin' featuring m.c.A・T 「Flashback」（2005.8.31） 『劇場版 仮面ライダー響鬼と7人の戦鬼』主題歌シングル。オリコン30位
2. CROSSOVER JAPAN'05 CD/DVD

## 出演

### テレビ
- 「芸能花舞台　今輝く若手たち」（NHK）
- 「題名のない音楽会21」(テレビ朝日系)
- 「僕らの音楽」(フジテレビ CX)
- 「ブルボンチーズおかき」(CF)
- Hairmake「EARTH」(CF) 、他

### 歌舞伎
- 新作歌舞伎 刀剣乱舞 月刀剣縁桐（2023年7月、新橋演舞場）

### ライブ・レコーディング参加アーティスト
alan、石川さゆり、エイジアエンジニア、小椋佳、川井郁子、DA PUMP、Do As Infinity、AAA、山本サヤカ(DREAM) 、他・・・(五十音順)